# أس-75 دفينا
أس-75 دفينا (بالروسية:С-75) (بالإنجليزية:S-75 Dvina) (تعريف الناتو:SA-2 Guideline) أو سام 2، هو منظومة دفاع جوي سوفيتية الصنع تستخدم لاعتراض طائرات العدو، استخدمت المنظومة لأول مرة من قبل الاتحاد السوفيتي سنة 1957، وحاليا تستخدم المنظومة من قبل مجموعة من دول العالم.

## تاريخ
حدثت خلال أزمة الصواريخ الكوبية في الخمسينات من القرن العشرين ، اختراق طائرة عسكرية أمريكية من نوع لوكهيد يو-2 ، والتي أسقطها صاروخ أس-75 ليلقي قائد الطائرة الأمريكية مصرعه.

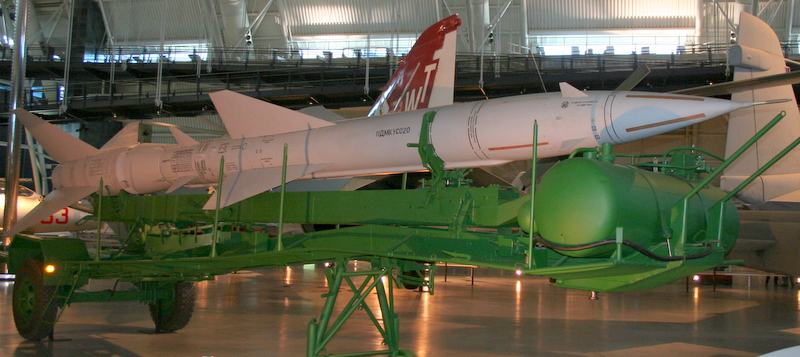
صاروخ أس-75

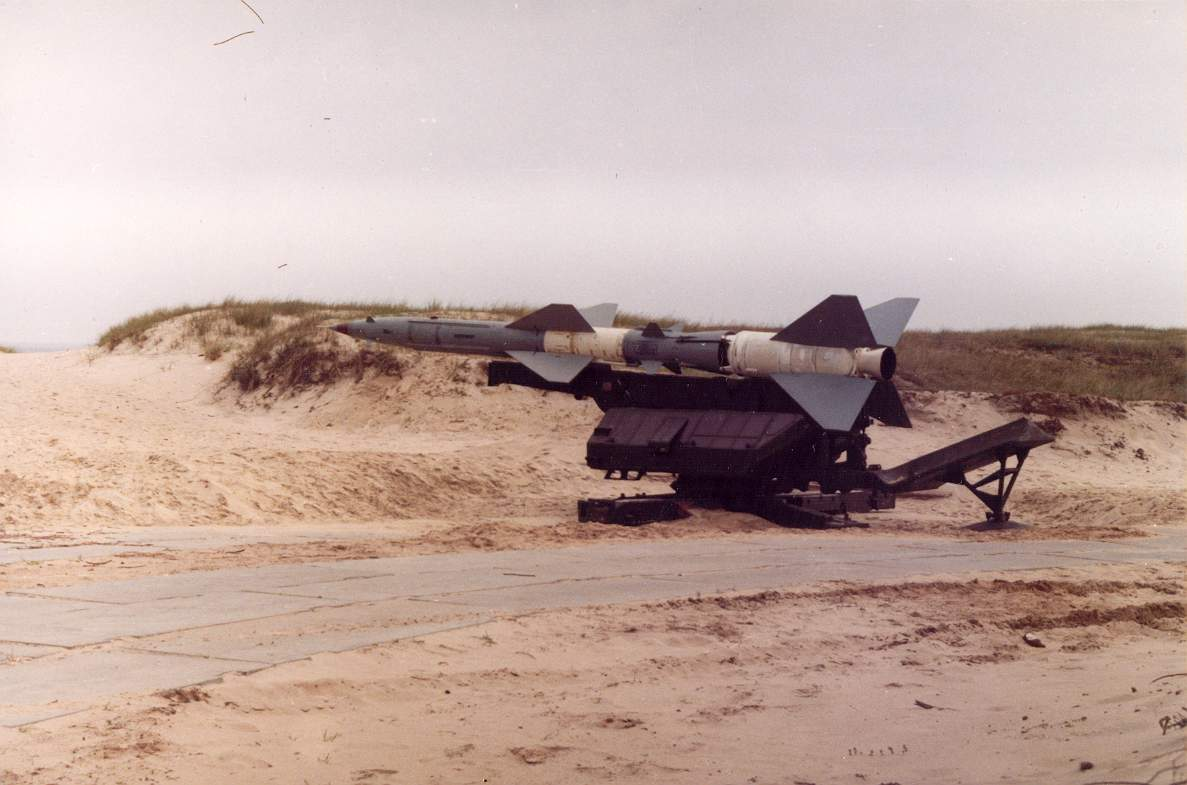
صاروخ أس-75 في إحدى الصحاري.

## استخدامات الدول
مستخدمون حاليون
- أذربيجان - 250
- كوبا

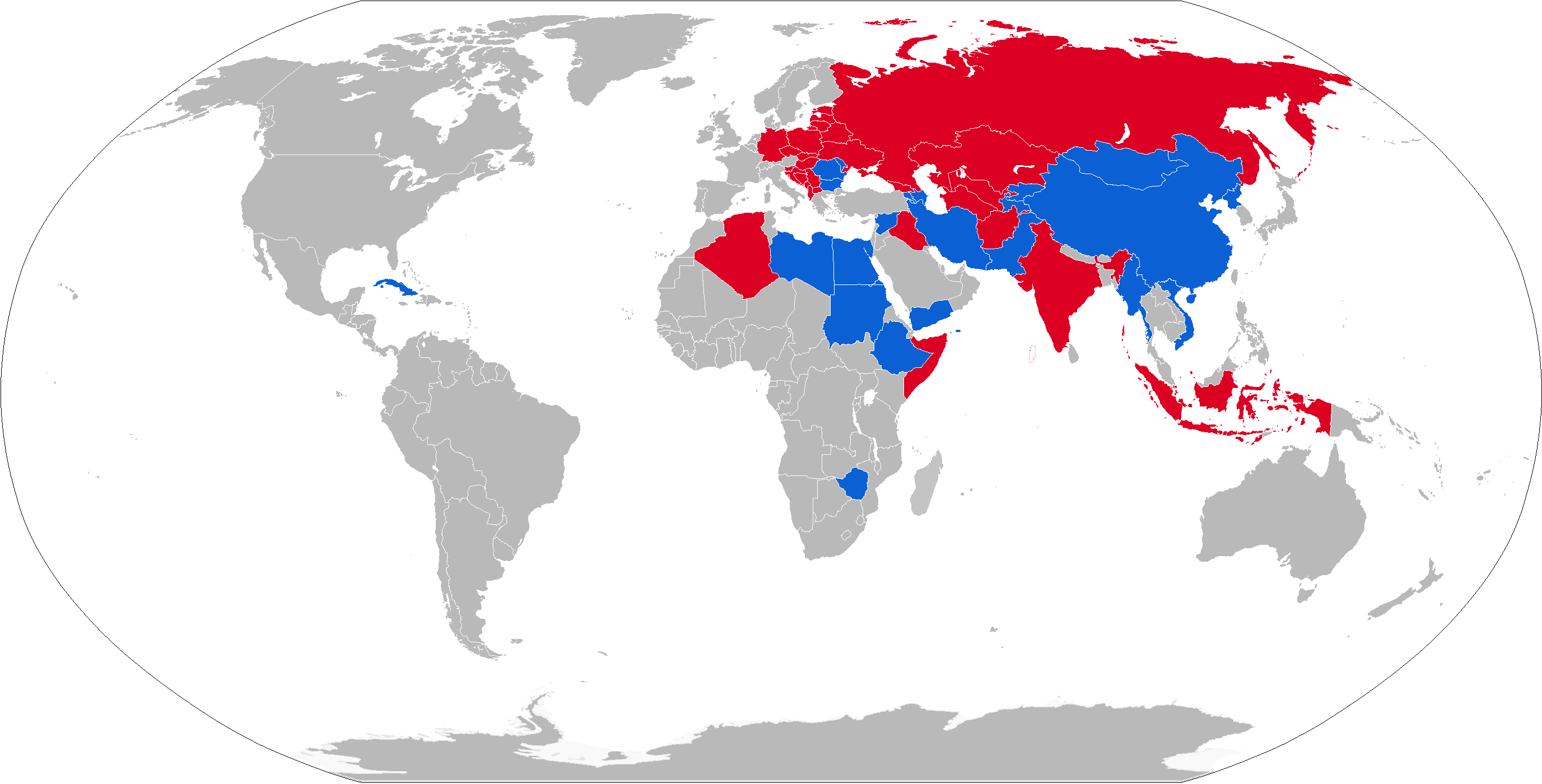
صاروخ أس-75 السوفيتية تنتشر حول العالم

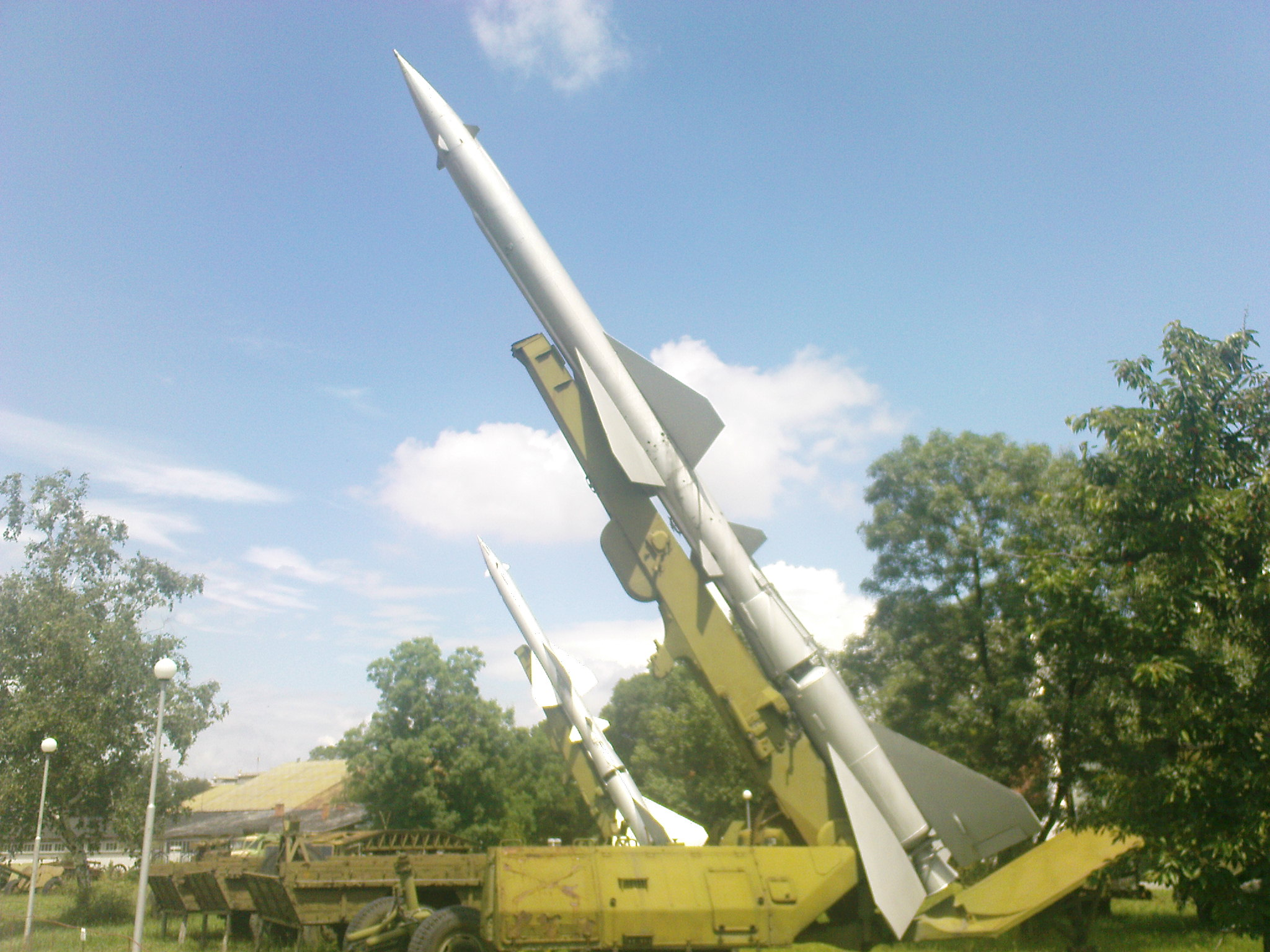
A pair of S-75 launchers

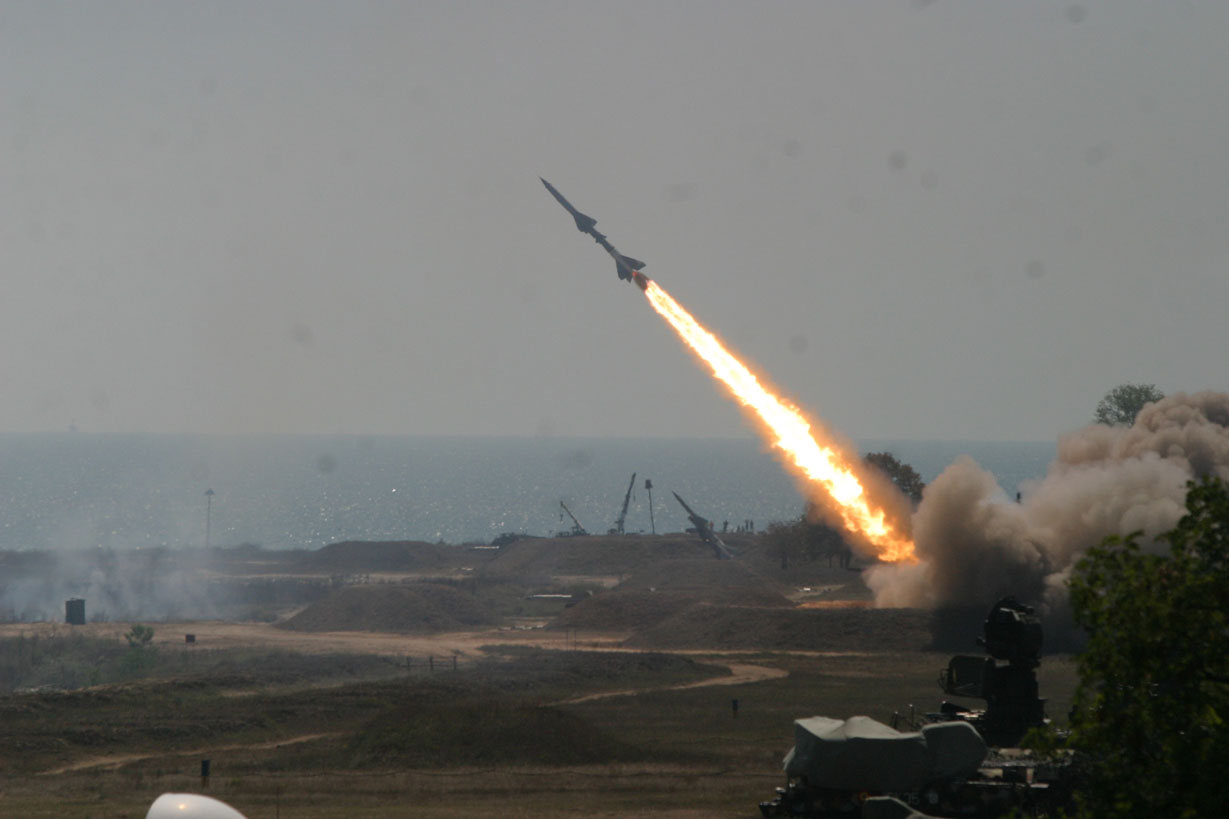
رومانيا تستخدم صاروخ أس-75 إم 3

- مصر - 240, طائر الصباح (النسخة المصرية)
- إندونيسيا
- إيران - 300+ Launchers, HQ-2J and indigenous Sayyad-1/1A & 2.[2]
- قرغيزستان - few
- ليبيا[3]
- القوات الجوية الليبية
- منغوليا
- ميانمار - 48 next 250 in 2008
- كوريا الشمالية - up to 270
- باكستان
- رومانيا
- سوريا - 275
- طاجيكستان - few
- فيتنام - 280
- اليمن
- زيمبابوي
- الصين (نسخه مطورة )

مستخدمون سابقون
- أفغانستان
- الجزائر
- ألبانيا - 24 launchers
- بلغاريا - 18
- تشيكوسلوفاكيا - 23
- ألمانيا الشرقية
- جورجيا
- المجر
- الهند
- العراق خارج الخدمة منذ عام 2003
- بولندا
- روسيا
  - Most retired in 1991-1996. Missiles used as targets for training. RM-75V/MV Armavir, Sinitsa-1/6(SAM S-75M, missile 20DSU), Sinitsa-23/Korshun (Launcher S-75M3, missile 5YA23), (all in service as of 2011)
- الاتحاد السوفيتي - passed on to successor states
- يوغوسلافيا - passed on to successor states, but retired shortly afterwards
- الصومال - not operational

## وصلات خارجية
- SA-2 walkarounds
- Russian site on the S-75 from Said Aminov "Vestnik PVO" (بالروسية)
- Russian site on the S-75 from Vitaly Kuzmin "Military Paritet" (بالروسية)
- S-75M3 Volkhov (SA-2e Guideline) Simulator